# Collegio di Spagna
Il Collegio di Spagna, fondato dal cardinale Egidio Albornoz (1310-1367) come Domus Hispanica, anche conosciuto come Reale Collegio Maggiore di San Clemente degli Spagnoli e Reale Collegio di Spagna, è un collegio universitario per studenti spagnoli istituito in epoca medievale presso l'Università di Bologna, certamente il più famoso tra i ventiquattro fondati fra il XIII e il XVII secolo. È il più antico collegio al mondo aperto a studenti stranieri, erede del fenomeno delle nationes nella tradizione dell'Università medievale, ed è anche l'unico, di tale tipo, sopravvissuto nell'Europa continentale (altri esempi sono resistiti solo nel Regno Unito).
È un ente privato che non riceve sovvenzioni pubbliche. L'istituzione gode dei privilegi che derivano dal suo status di extraterritorialità e anticipa la formazione politica della Spagna già nel 1364.
L’organo di governo del Collegio, in via esclusiva, è la sua Giunta di Patronato, a norma degli Statuti del 1919, che riconoscono la volontà del fondatore, Egidio Albornoz (1310-1367), come statuto fondamentale dell’Istituzione e la condizione del capo del lignaggio (o casata) Albornoz come Presidente "ad perpetuam" della Giunta di Patronato. Il Sig. Iván de Arteaga y del Alcázar, marchese di Ariza e Armunia, è attualmente il Patrono e Presidente della Giunta di Patronato del Collegio, essendo capo del lignaggio (o casata) Albornoz. La Giunta di Patronato è composta da cinque membri: il Presidente è il Patrono "ad perpetuam"; l’arcivescovo di Toledo; un rappresentante del Re di Spagna; uno del Ministero degli Affari Esteri; e, infine, un rappresentante degli ex collegiali. Particolare rilevanza riveste quest’ultimo in quanto il Cardinale Albornoz, nel suo testamento, nomina legatari i collegiali che partecipano al governo dell’Istituzione tramite un loro rappresentante.

## Storia
Il cardinale Egidio Albornoz nel 1360 liberò Bologna dal dominio tirannico di Giovanni da Oleggio e fece edificare a sue spese un collegio per studenti spagnoli. Il collegio fu voluto dal cardinale Egidio Albornoz per ospitare studenti fuori sede dello Studium bolognese e fu costruito fra il 1365 e il 1367 grazie al suo lascito testamentario (29 settembre 1364), nel luogo dove sorgevano le antiche case della famiglia guelfa Delfini (Dalfini), già Del Priore/Priori.
Il collegio fu preso a modello per quelli che saranno costruiti in seguito per svolgervi funzioni analoghe, nell'Università di Salamanca, come il Colegio Viejo (o Colegio Mayor de San Bartolomé) del 1401, e quelli che sorgeranno in altre università spagnole fra il XV e il XVI secolo.
Il Collegio ha vissuto momenti molto difficili durante i quasi sette secoli di storia (guerre, cambiamenti politici, tempi di crisi…), ma sempre è riuscito a superarli. Nel 1715 il Rettore e i collegiali chiesero al Senato di poter riaprire il Collegio, rimasto chiuso durante la guerra di successione. Nel 1796, con l'invasione francese, un decreto di Napoleone ne stabilì la soppressione e l'11 aprile 1812 tutti i suoi beni furono avocati e poi venduti. Anche all'inizio del XX secolo il Collegio si è trovato in gravi difficoltà a causa di un assedio attuato nei confronti dell’Istituzione: un serio tentativo di confisca e presa di controllo dei suoi beni, che mise a rischio la sua salvezza. Fortunatamente, l'istituto benefico fu salvato da Joaquín Ignacio de Arteaga y Echagüe, duca dell'Infantado e marchese di Ariza e Armunia, Almirante di Aragona, ecc.., erede del lignaggio albornoziano, il quale esercitò coraggiosamente la sua veste di erede dell’Albornoz.
Fra gli studenti di rilievo che il collegio ha ospitato vi sono Antonio de Nebrija, Antonio Agustín, Hernan Nuñez de Toledo, Pedro Belluga, Antonio Bernabéu, Ignazio di Loyola, Pietro d'Arbués, Miguel de Cervantes e Juan Barahona.
Nel 1530 vi fu ospitato Carlo V d'Asburgo per quattro mesi, in occasione della sua incoronazione a imperatore (avvenuta nella basilica di San Petronio).

## Premio Europa Nostra
Il Collegio ha ricevuto nel 2012 il “EU PRIZE FOR CULTURAL HERITAGE” da Europa Nostra, riconosciuta come “the most representative heritage organisation in Europe with members from over 40 countries” per la seguente motivazione: “There could hardly be a finer example of our shared European heritage: a medieval college for Spanish students in an Italian university – the oldest university in the World – using the Italian motif of a loggia around a courtyard, reminiscent of the collegiate architecture of England or France. The Jury admired the beauty and detail of this meticulous restoration, especially of the frescoes, and the courage and determination shown in sustaining both momentum and funding over such a long period”.

## Architettura

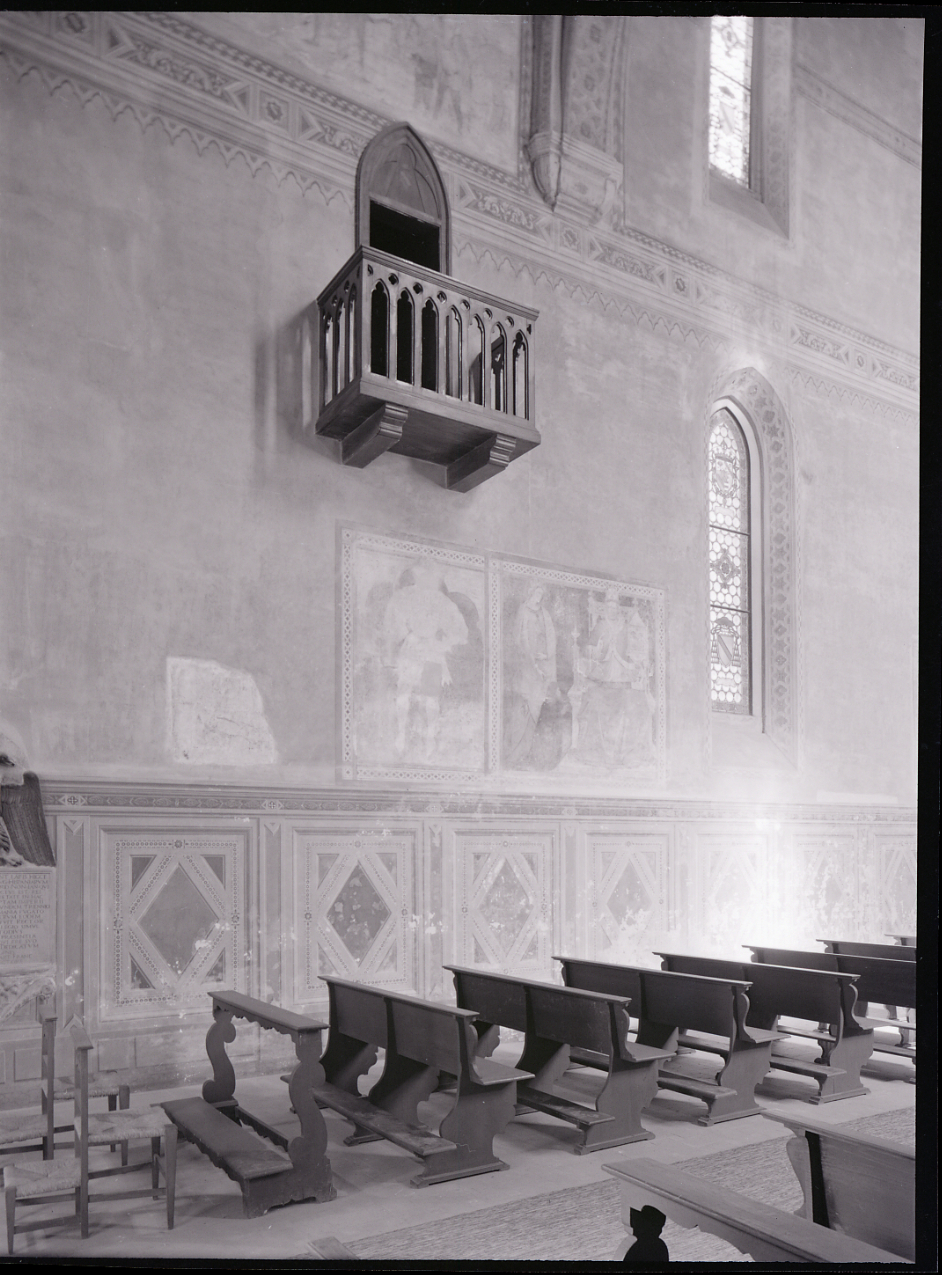
Interno della cappella di San Clemente. Foto di Paolo Monti, 1970.

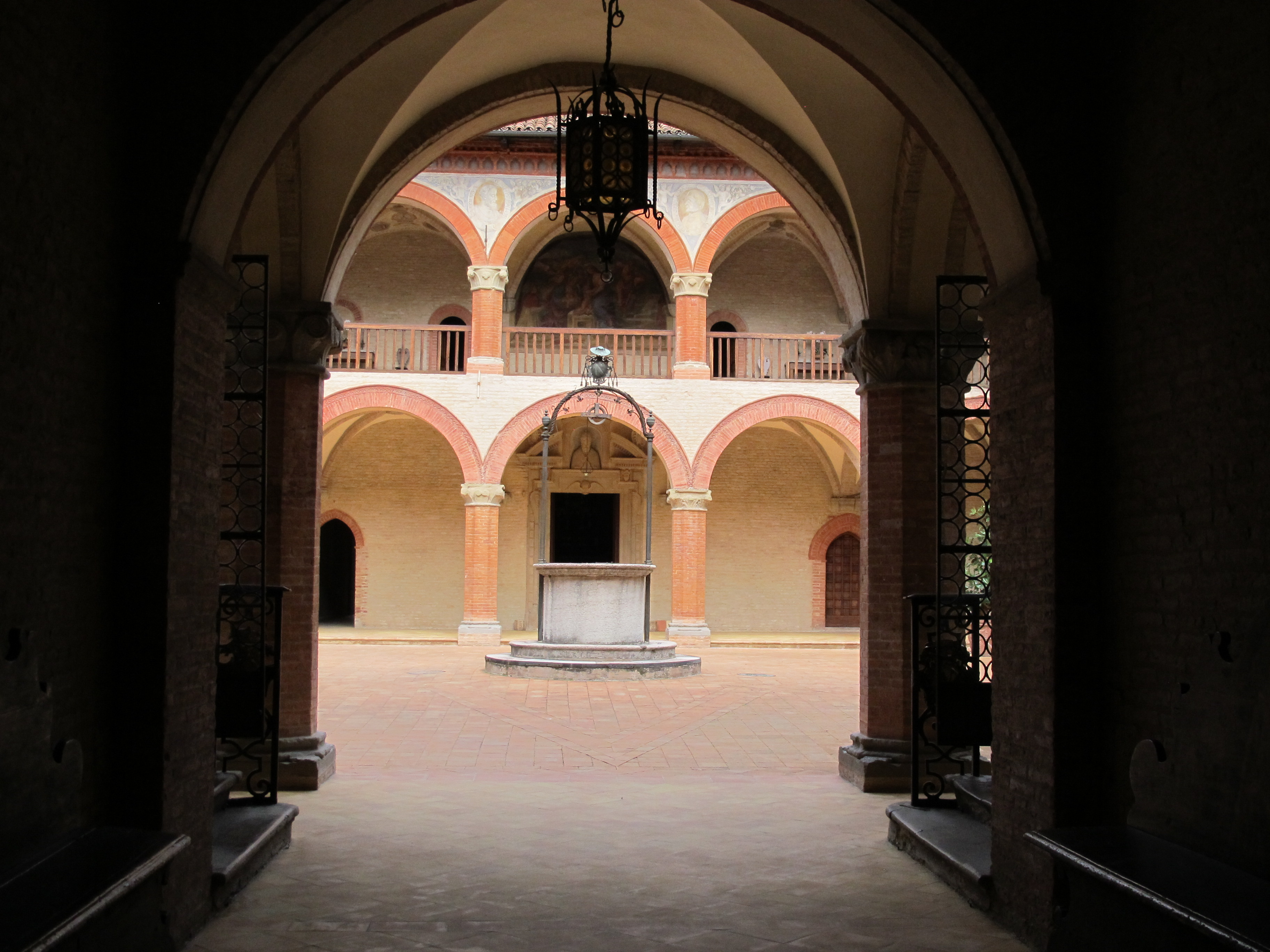
Veduta interna verso cortile e loggia

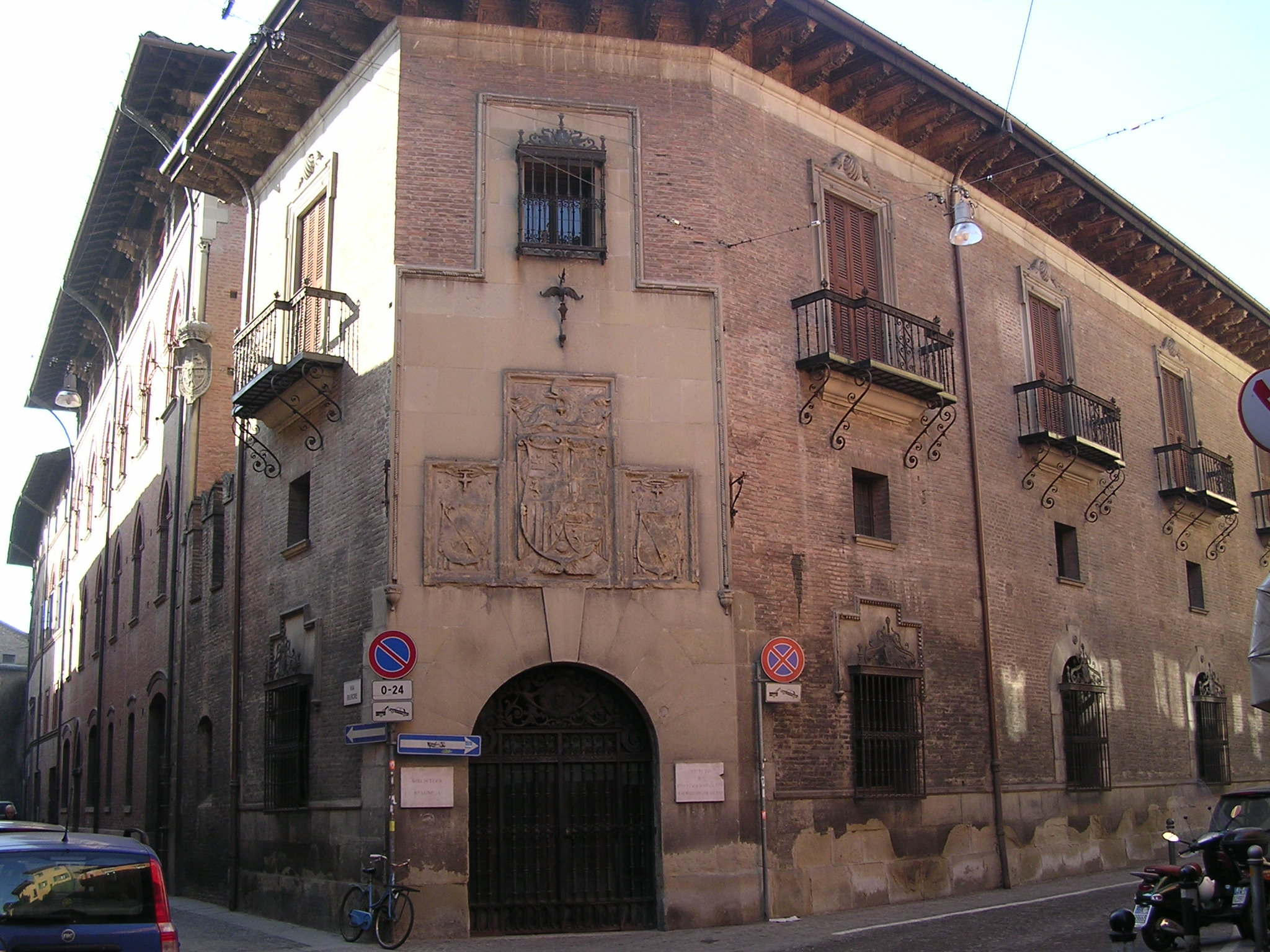
Veduta esterna

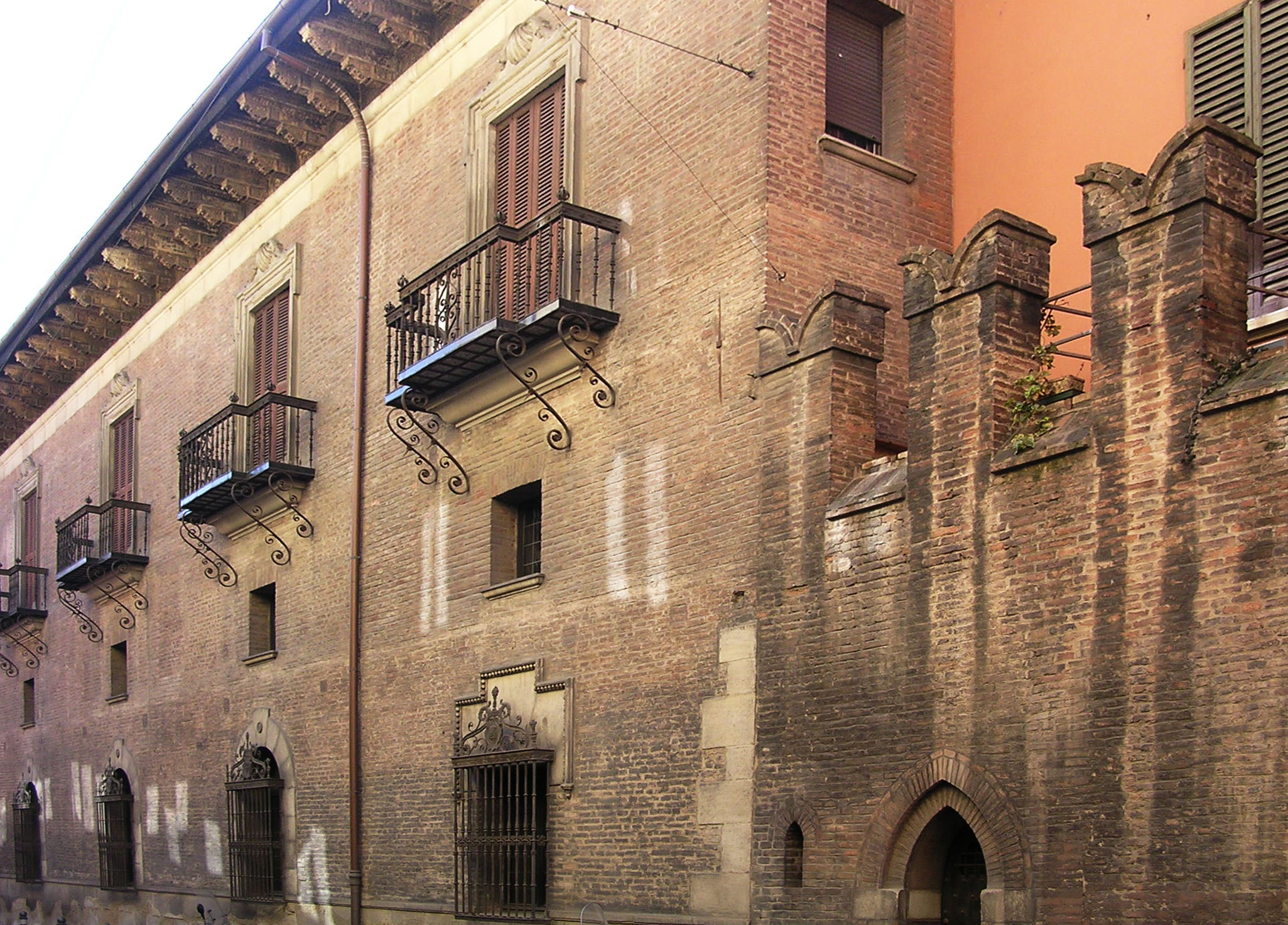
Altra vista della parte esterna del Collegio

Progettato da Matteo di Giovannello (detto il Gattapone), il collegio è strutturato su due piani con un cortile centrale porticato - attorno al quale sono distribuiti i locali - che conduce alla Chiesa gotica di San Clemente.

Le camere degli studenti si affacciano sulla parte esterna, con struttura fortificata provvista di merli. La facciata esterna fu successivamente rimodellata in stile rinascimentale. Questa struttura di difesa del territorio privato rende chiaro lo scopo del collegio: avere una relativa autosufficienza rispetto alla città. I collegiali seguivano persino alcuni corsi dentro il collegio "donde se leen las Cathedras, una de Theologia, otra de Canones, otra de Leyes".
Il palazzo ha un pregevole portale del 1525, opera di Andrea da Formigine.
Nel portico era presente un affresco di Annibale Carracci in pessime condizioni di conservazione.
Vi sono inoltre due affreschi di Bartolomeo Ramenghi (detto anche Bartolomeo da Bagnacavallo) mentre quello di Camillo Procaccini, contenuto nell'abside della cappella di san Clemente fu distrutto nel 1914.
Nella cappella è presente un pregevole polittico di Marco Zoppo.
Nel 2011 è terminato un lavoro di restauro durato oltre trent'anni, che ha eliminato le superfetazioni "falso gotiche" e ha restituito pregevoli affreschi. Notevole la "Madonna dell'umiltà" dipinta alla fine del Trecento da Lippo di Dalmasio.

### Attività istituzionale
Esso rappresenta l'unico collegio medievale che sia sopravvissuto come tale nell'Europa continentale.
Nel XX e XXI secolo, il Real Colegio de España en Bolonia è gestito come istituzione privata che non riceve sovvenzioni e contributi pubblici di alcun tipo. Ospita studenti dottorali selezionati nelle università spagnole con un concorso su basi meritocratiche: i beneficiari dell'ospitalità del collegio sono conosciuti nel mondo accademico iberico come «bolonios». L'istituzione svolge anche attività accademica e culturale, tra cui seminari e congressi, oltre a concerti di musica ed eventi sociali.
All'interno del Collegio è ospitata una biblioteca in cui sono custoditi anche numerosi codici miniati, resi disponibili in riproduzioni digitali ad alta risoluzione.